# Lonsdale Square

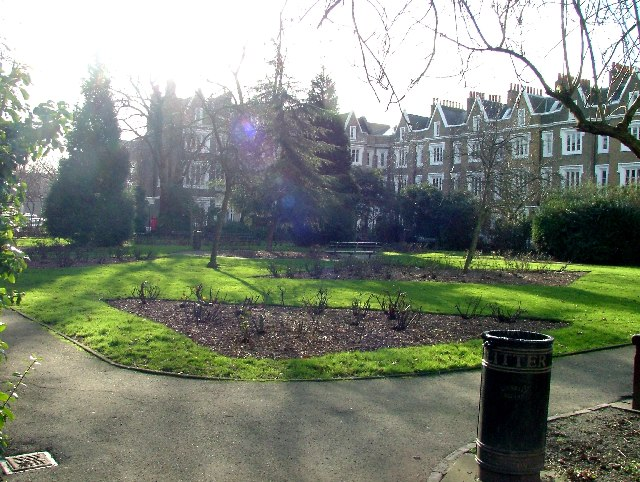
Les jardins au centre de Lonsdale Square.

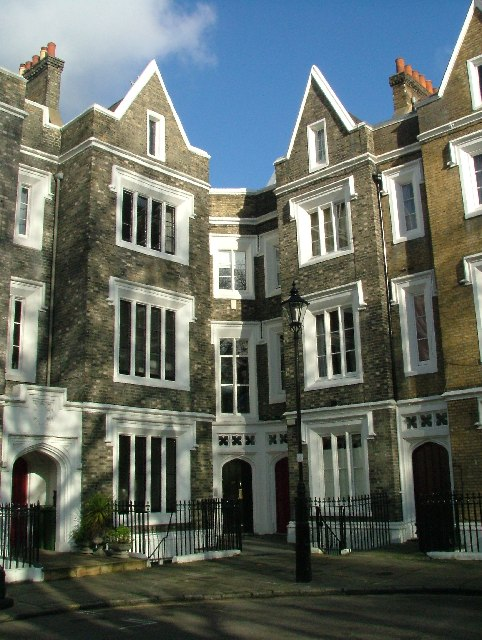
Un coin de Lonsdale Square.

Lonsdale Square est une place traditionnelle du centre de Londres située à Barnsbury, dans le Borough londonien d'Islington, au nord de Londres.
La place se compose de hautes maisons de briques avec des pignons raides distinctifs, des fenêtres à meneaux blanches, des portes cintrées et des balustrades noires. Un jardin au centre de la place est à la disposition des résidents.
La place a été construite entre 1838 et 1845 environ et a été conçue dans un style néo-gothique,,,. La place a été construite en même temps que le pub situé à son extrémité nord.[réf. nécessaire]
Le chef d'orchestre britannique Simon Rattle a une résidence ici. Il est également prisé par les avocats, avec des maisons coûtant plusieurs millions de livres. L'auteur Salman Rushdie avait un appartement au sous-sol sur la place, comme indiqué dans ses mémoires Joseph Anton: A Memoir.
Il existe une association de résidents, la Lonsdale Square Society, située au no 22. [réf. nécessaire]
Les stations de métro les plus proches sont Highbury & Islington au nord-est et Angel au sud-est.

## Voir également
- Liste des œuvres de RC Carpenter